# KkStB 112
Die Dampflokomotivreihe kkStB 112 war eine für leichte schnelle Züge entwickelte Tenderlokomotivreihe der k.k. österreichischen Staatsbahnen (kkStB).

## Beschaffung
Im Vorfeld der Beschaffung führten die kkStB Versuche mit Triebwagen verschiedener Bauarten sowie mit kleinen Dampflokomotiven durch. Nachdem diese Versuche bessere Ergebnisse für den Betrieb kurzer Züge mit kleinen Lokomotiven brachten, bestellten die kkStB bei der Lokomotivfabrik Krauss & Comp. in Linz zwei leichte schnelle Dampflokomotiven.

## Technik
Die Konstruktion stammt von dem österreichischen Lokomotivkonstrukteur Karl Gölsdorf. Die Lokomotiven wurden als dreiachsige Tenderlokomotiven ausgeführt, wobei nur die mittlere Achse angetrieben wurde. Die vordere Laufachse und die Treibachse bildeten den festen Radstand, die hintere Laufachse wurde als Adamsachse ausgeführt. Der Antrieb erfolgte über ein 2-Zylinder Verbundtriebwerk, zwischen dem Hochdruck- und dem Niederdruckzylinder durchlief der Dampf einen Überhitzer in der Rauchkammer der jedoch später entfernt wurde. Die Erprobung der Lokomotiven erfolgte auf der Westbahn zwischen Wien und St.Pölten. Mit 44 Tonnen Anhängelast wurden bei leichter Steigung (1 bis 2 ‰) 103 km/h erreicht und auf 10 ‰ Steigung 62 km/h gehalten.

## Einsatz
Ursprünglich war der Einsatz der Lokomotiven zwischen Linz und Wels vorgesehen. Die kkStB plante den Aufenthalt von internationalen Schnellzügen in Wels entfallen zu lassen und durch schnelle leichte Anschlusszüge von und nach Linz zu ersetzen. Dieses Konzept wurde jedoch nicht umgesetzt und so wurden die Lokomotiven der Baureihe 112 anfangs für Züge von St. Valentin nach Steyr und nach Freistadt eingesetzt. Nach dem Ersten Weltkrieg befanden sich die beiden Lokomotiven bis Ende 1920 im Bestand der Tschechoslowakischen Staatsbahn. Nach der Elektrifizierung der Arlbergbahn wurden die beiden Lokomotiven in Innsbruck stationiert und dort bei Bedarf in elektrischen Zügen zum Betrieb von Dampfheizungen verwendet. Nach der Beschaffung von Heizwagen wurden die 112er zwischen Hütteldorf und Purkersdorf als Lok für die als Pendler bezeichneten Nahverkehrszüge eingesetzt. Nachdem die 112.02 im Jahr 1929 ausgemustert worden war, fand die 112.01 ab 1932 eine ihrer Bauart entsprechende Verwendung vor dem Zeitungszug, der während der Nacht als leichter schneller Zug von Wien nach Linz geführt wurde und im Gegensatz zu anderen Zeitungszügen auch Fahrgäste transportierte. Die 112.01 kam noch als 69 011 zur Deutschen Reichsbahn und wurde 1942 zur Vorheizanlage mit der Bezeichnung Vz23. Sie kam nicht mehr in den Bestand der Österreichischen Bundesbahnen.

## Nachfolger

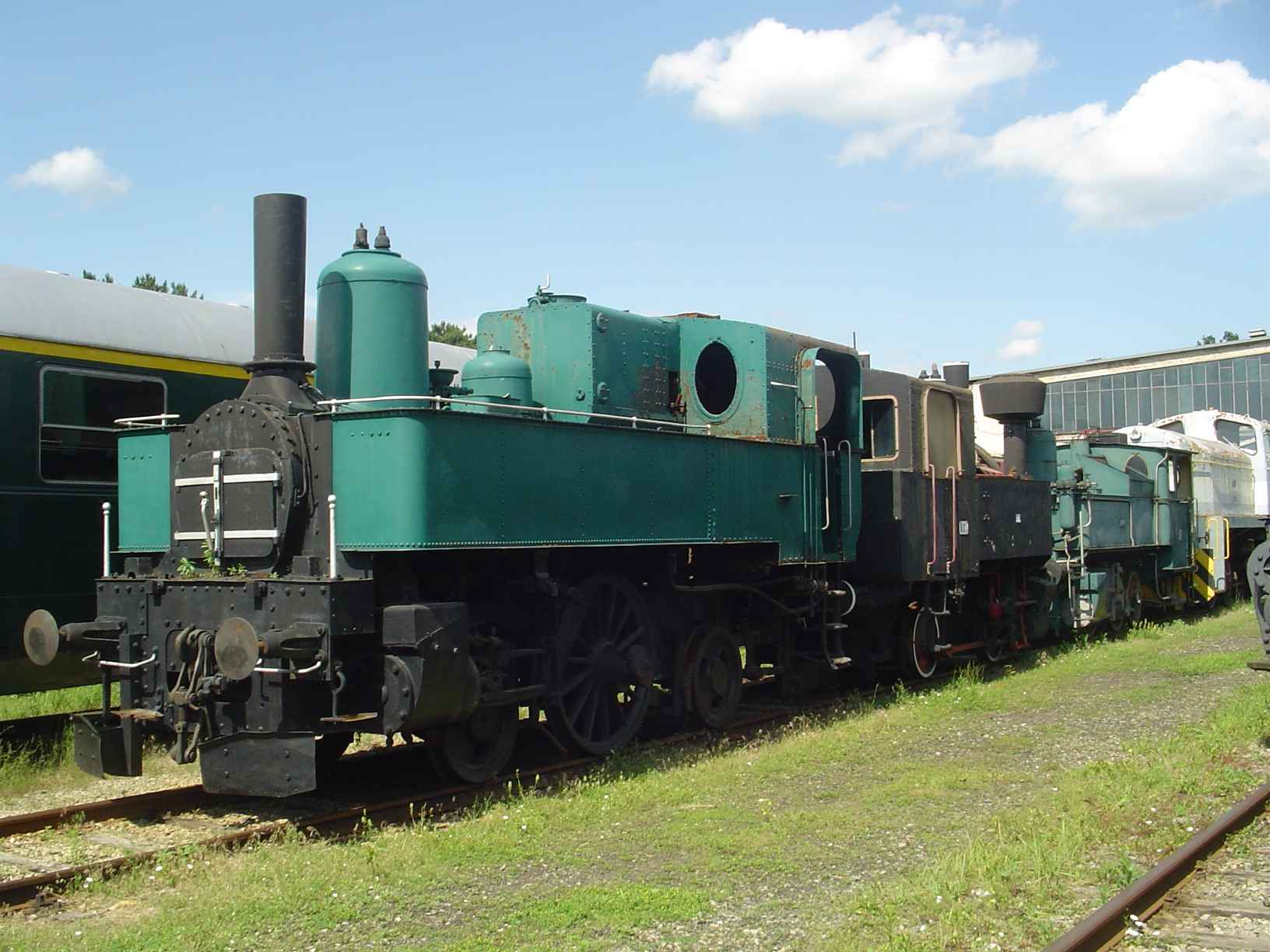
Im Bild links die Lokomotive der Baureihe 12
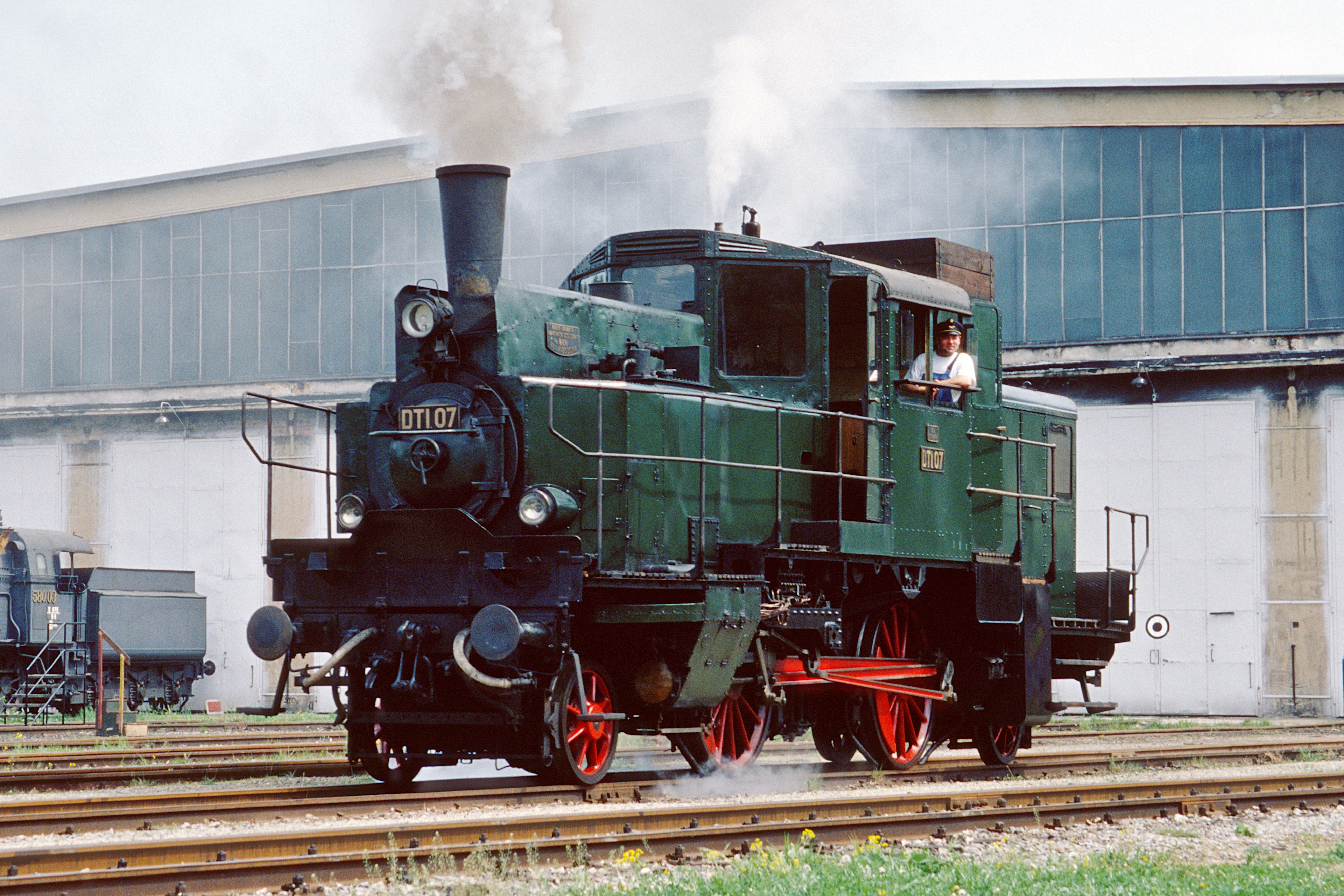
DT1 07

In den Jahren 1934 und 1937 entstanden zwei Lokomotiven der Baureihe 12 durch Umbau aus älteren Lokalbahnlokomotiven. Wie die Baureihe 112 hatten diese nur eine angetriebene Achse zwischen 2 Laufachsen und waren ebenfalls für leichte schnelle Züge konzipiert. Für dieses Einsatzgebiet wurden von 1935 bis 1938 20 als Dampf-Gepäcktriebwagen eingeordnete Fahrzeuge der Baureihe DT 1 beschafft. Im Gegensatz zu den Baureihen 112 und 12 hatten diese zwei angetriebene Achsen und konnten wegen des geringeren Achsdrucks auch auf Nebenbahnen mit schwachem Oberbau eingesetzt werden.